# تونغ لي
تونغ لي (بالصينية: 童磊) (16 ديسمبر 1997 في الصين - ) هو لاعب كرة قدم صيني في مركز الدفاع.

## وصلات خارجية
- تونغ لي على موقع قاعدة بيانات كرة القدم.إي يو (الإنجليزية)
- تونغ لي على موقع Soccerway.com (الإنجليزية)